# Clube de Aventura e Orientação de Sintra
O Clube de Aventura e Orientação de Sintra (CAOS) é uma associação desportiva sem fins lucrativos com sede em Fontanelas / São João das Lampas / Sintra.
Fundado em 31 de Julho de 2003, o CAOS dedica-se à prática de Orientação e desportos de aventura.
Como pontos altos do clube destaca-se o terceiro lugar no ranking nacional de Clubes de Orientação em BTT e o 6.º lugar no ranking nacional de Clubes de Orientação de orientação pedestre, alcançados na época 2005/2006, o título de vice campeão nacional de estafetas de Ori-BTT, em 2011, e diversos títulos de campeão nacional nos escalões jovens.
Entre os inúmeros eventos realizados pelo clube, destacam-se os seguintes:
I Troféu de Orientação de Sintra, realizado em Magoito, em 11 e 12 de Fevereiro de 2006, com 1.116 participantes (uma das provas com mais participantes realizadas em Portugal e a mais participada, se considerarmos apenas os atletas portugueses).
Campeonato Nacional Absoluto realizado no Montijo em 4 e 5 de Abril de 2007.
Campeonato Nacional e V Campeonato Ibérico de Ori-BTT, realizado em Ourém, entre 1 e 3 de Maio de 2009.
O CAOS fez também parte integrante do comité organizador do Campeonato do Mundo de Veteranos de Orientação Pedestre (WMOC2008) e do Campeonato do Mundo de Elites, de Orientação em BTT, (WMTBOC2010).